# Гейдж
Окръг Гейдж (на английски: Gage County) е окръг в щата Небраска, Съединени американски щати. Площта му е 2227 km², а населението - 22 993 души (2000). Административен център е град Биътрис.